# Martin Lawrence

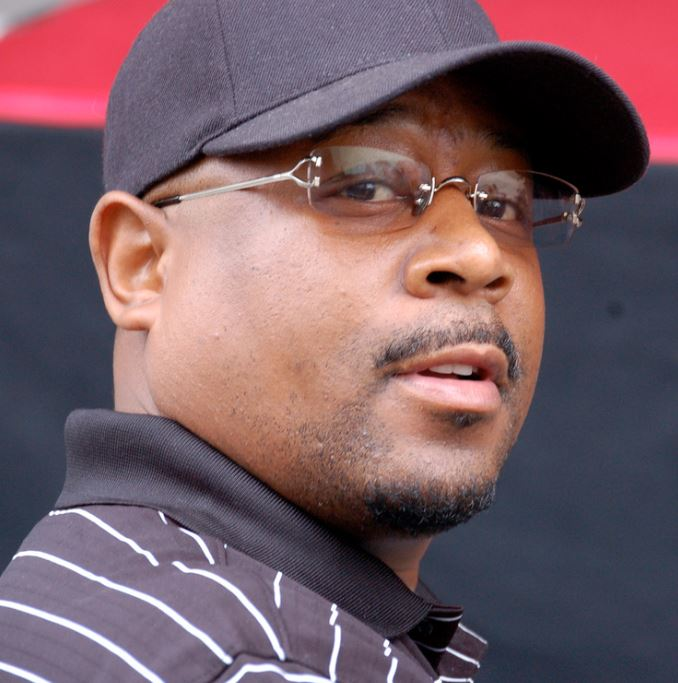
Martin Lawrence (2013)

Martin Fitzgerald Lawrence (* 16. April 1965 in Frankfurt am Main, Deutschland) ist ein US-amerikanischer Schauspieler und Comedian.

## Leben
Lawrence wurde in Deutschland als Sohn des GIs John Lawrence und dessen Frau Chlora geboren. Sein erster Vorname bezieht sich auf den afroamerikanischen Bürgerrechtler Martin Luther King, sein zweiter auf den ehemaligen US-Präsidenten John F. Kennedy. Als er sechs Jahre alt war, zog die Familie zurück in die USA nach New York. Zwei Jahre später ließen sich seine Eltern scheiden und Lawrence sah seinen Vater, der zu dieser Zeit als Polizist arbeitete, nur noch selten, während seine Mutter die Familie mit Gelegenheitsjobs über Wasser hielt. Weiterhin war er in seinen Jugendjahren ein guter Boxer. Er lebte in Maryland und besuchte verschiedene Schulen, außerdem nahm er bei dem traditionsreichen Amateurboxturnier Golden Gloves teil.

## Karriere
Nachdem Lawrence bereits in einigen Clubs als Comedian aufgetreten war, nahm er an der Casting-Show Star Search teil, wo er es bis ins Finale schaffte, aber nicht den Sieg davontragen konnte. Seine guten Leistungen blieben jedoch nicht unbemerkt und so wurde ihm schließlich 1985 eine Rolle in der amerikanischen Sitcom What’s Happening Now!! angeboten, dies war sein erster Auftritt als Schauspieler. Über die Jahre hinweg hatte er mehrere Kurzauftritte in verschiedenen Filmen. Den nationalen Durchbruch schaffte er 1989 in der Rolle als Cee in dem Spielfilm Do the Right Thing von Spike Lee. Seine erste Hauptrolle in einem Film spielte er schließlich 1991 in Talking Dirty After Dark. Ein Jahr später erhielt er seine eigene Sitcom Martin auf FOX, die ein großer Erfolg wurde. Es folgte eine Nebenrolle in Boomerang an der Seite von Eddie Murphy. Einem breiteren Publikum wurde er 1995 in der Rolle des Detective Marcus Burnett in Michael Bays Film Bad Boys – Harte Jungs an der Seite von Will Smith bekannt.
Ein Jahr zuvor, am 19. Februar 1994, trat Lawrence bei Saturday Night Live als Gastgeber auf. Sein Auftritt beinhaltete rüde Bemerkungen über das weibliche Geschlechtsorgan und die Monatshygiene. Die Aufzeichnung dieses Live-Auftrittes wurde später zensiert und Lawrence lebenslang aus der Show ausgeschlossen. 1996 warf Lawrence’ damalige Drehpartnerin aus Martin, Tisha Campbell, Lawrence sexuelle Belästigung vor. Unter der Bedingung, in den letzten beiden Episoden der Staffel keine Szene zusammen mit Lawrence zu drehen, wurde die sechste Staffel von Martin abgeschlossen. Campbell schied aus der Serie aus, die Vorwürfe der sexuellen Belästigung kamen nie vor Gericht.
Nach dem Ende von Martin wirkte Lawrence hauptsächlich in Komödien mit, unter anderem 1997 in Nix zu verlieren mit Tim Robbins, 1999 in Der Diamanten-Cop mit Luke Wilson oder Lebenslänglich mit Eddie Murphy. Für seine Leistung in der Komödie Big Mama’s Haus wurde er im Jahr 2000 für den Teen Choice Award und im Jahr 2001 für den MTV Movie Award, den Blockbuster Entertainment Award sowie den Kids’ Choice Awards nominiert. Durch den großen Erfolg des Films erschienen 2006 und 2011 mit Big Mama’s Haus 2 und Big Mama’s Haus – Die doppelte Portion zwei Fortsetzungen mit Lawrence in der Hauptrolle der Big Mama, welche ebenfalls solide Kinoerfolge wurden. Ebenso erfolgreich war der Streifen Born to be Wild – Saumäßig unterwegs aus dem Jahr 2007, wo Lawrence neben John Travolta, Tim Allen und William H. Macy eine der vier Hauptrollen spielte.
Er wirkte auch in weniger erfolgreichen Filmen wie Ritter Jamal – Eine schwarze Komödie oder National Security mit.
Zu einem seiner größten Erfolge zählt die Fortsetzung von Bad Boys – Harte Jungs, Bad Boys II. Eine weitere Fortsetzung, Bad Boys for Life, startete im Januar 2020 in den Kinos, auch dieses Mal tritt Lawrence in der Rolle des Drogencops Marcus Burnett an der Seite von Will Smith auf.

## Sonstiges
- Seine deutsche Synchronstimme ist überwiegend Torsten Michaelis (Bad Boys – Harte Jungs, Big Mama’s Haus). In Bad Boys II und Bad Boys for Life lieh ihm ausnahmsweise Dietmar Wunder seine Stimme.
- Lawrence war vom 7. Januar 1995 bis zum 17. September 1996 mit der ehemaligen Miss Virginia USA Patricia Southall verheiratet, mit der er eine Tochter hat.
- 2010 heiratete er seine langjährige Freundin Shamicka Gibbs, mit der er zwei weitere Kinder hat. Zu den rund 120 Hochzeitsgästen gehörten unter anderem die Schauspielkollegen Eddie Murphy und Denzel Washington sowie Sängerin Shanice. 2012 wurde bekannt, dass sich das Paar scheiden lässt.[1]
- Lawrence fiel bereits mehrmals polizeilich auf. Während der Dreharbeiten zu A Thin Line Between Love and Hate Mitte der 1990er Jahre bekam er einen Wutanfall und soll, mit einer Pistole schwingend, Touristen in Los Angeles angeschrien haben, woraufhin er unter Arrest gestellt wurde. Ein andermal wurde er verhaftet, weil an einem Flughafen eine geladene Waffe in seinem Koffer gefunden wurde. Im März 1997 wurde er erneut verhaftet, nachdem er einen Mann in einem Nachtclub in Hollywood verprügelt haben soll.
- Im August 1999 fiel Lawrence in ein dreitägiges Koma, nachdem er durch Erschöpfung kollabierte und zusammengebrochen war. Grund dafür war, dass er bei großer Hitze und in schweren Kleidern joggte, um für eine Rolle abzunehmen. Er erholte sich im Krankenhaus, nachdem er bei einer Körpertemperatur von 41,7 °C fast gestorben wäre.

## Filmografie (Auswahl)
- 1987–1988: What’s Happening Now! (Fernsehserie, 22 Folgen)
- 1989: Do the Right Thing
- 1990: House Party
- 1990: A Little Bit Strange
- 1990: Hammer, Slammer, & Slade
- 1991: Private Times (Fernsehfilm)
- 1991: Talkin’ Dirty After Dark
- 1991: House Party 2
- 1992: Boomerang
- 1992–1997: Martin (Fernsehserie, 132 Folgen)
- 1995: Bad Boys – Harte Jungs (Bad Boys)
- 1996: Mr. Bombastic (A Thin Line Between Love And Hate)
- 1997: Nix zu verlieren (Nothing to Lose)
- 1999: Der Diamanten-Cop (Blue Streak)
- 1999: Lebenslänglich (Life)
- 2000: Big Mama’s Haus (Big Momma’s House)
- 2001: Ritter Jamal – Eine schwarze Komödie (Black Knight)
- 2001: Schlimmer geht’s immer! (What’s the Worst That Could Happen?)
- 2003: National Security
- 2003: Bad Boys II
- 2004: The Directors
- 2005: Volltreffer – Ein Supercoach greift durch (Rebound)
- 2006: Big Mama’s Haus 2 (Big Momma’s House 2)
- 2006: Jagdfieber (Open Season, Stimme)
- 2006: Boog and Elliot’s Midnight Bun Run
- 2007: Born to be Wild – Saumäßig unterwegs (Wild Hogs)
- 2008: Willkommen zu Hause, Roscoe Jenkins (Welcome Home, Roscoe Jenkins)
- 2008: College Road Trip
- 2010: Sterben will gelernt sein (Death at a Funeral)
- 2011: Big Mama’s Haus – Die doppelte Portion (Big Mommas: Like Father, Like Son)
- 2014: The Soul Man (Fernsehserie, Folge 3x01)
- 2014: Partners (Fernsehserie, 10 Folgen)
- 2019: Beach Bum (The Beach Bum)
- 2020: Bad Boys for Life
- 2022: Mindcage
- 2024: Bad Boys: Ride or Die

## Auszeichnungen
- 1995: ShoWest Convention: Männlicher Star von Morgen
- 1995: NAACP Image Award: Bester Serienhauptdarsteller – Comedy für Martin
- 1996: NAACP Image Award: Bester Serienhauptdarsteller – Comedy für Martin
- 2005: BET Comedy Awards: BET Icon Comedy Award

## Soundtrack
- 1992–1995: Martin
- 2002: Black Knight
- 2004: Casablanca Driver